# تپه کانی عبدالحسین
تپه کانی عبدالحسین مربوط به سده‌های میانه دوران‌های تاریخی پس از اسلام است و در شهرستان بیجار، بخش چنگ الماس، روستای ده بنه واقع شده و این اثر در تاریخ ۱۰ دی ۱۳۸۱ با شمارهٔ ثبت ۶۹۲۲ به‌عنوان یکی از آثار ملی ایران به ثبت رسیده است.